# Thục An Tịnh Chu
Thục An Tịnh Chu (zh. 淑安净周 shūān jìngzhōu, 1597-1648), còn có hiệu là An Kiết Tịnh Chu, Tử Mai Tịnh Chu, là Thiền sư Trung Quốc cuối đời Minh đầu đời Thanh, thuộc đời pháp thứ 29 của Tông Tào Động. Sư là môn đệ đắc pháp của Thiền sư Thụy Bạch Minh Tuyết và có pháp tử là các Thiền sư Bạch Sư Thuần (zh. 白獅純), Nhất Cú Trí Giáo.

## Cơ duyên và hành trạng
Sư họ Dương, quê ở Diêm Quan, thành phố Hải Ninh (tỉnh Giang Tô). Lúc còn nhỏ, sư thấy trong thôn có người mất bèn giác ngộ lý sinh tử vô thường, tự than rằng: "Một hơi thở ra không thở vào nữa, biết nương vào đâu mới có thể an thân lập mệnh?" Từ đó sư bắt đầu khởi ý chí tu hành và cạo đầu xuất gia, sau sư theo Thiền sư Thụy Bạch Minh Tuyết tu học, chuyên hành pháp tham thoại đầu. Một hôm sư đọc kinh Lăng Nghiêm đến câu: "Đức Phật nhắc A-nan: 'Đây chẳng phải là tâm ngươi!'", bèn khởi nghi tình tha thiết.
Ngày nọ, sư cùng đại chúng kiết chế, đả thiền thất (nhập thất) để tham cứu thoại đầu, quyết tâm liễu ngộ sinh tử. Qua 21 ngày tham cứu trong Thiền đường thì sư đại ngộ và được Thiền sư Thụy Bạch Minh Tuyết ấn khả. Sau đó, Thiền sư Thụy Bạch đến trụ trì ở Biện Sơn, sư cũng đi theo làm thị giả để hầu cận thầy.
Sau, sư đến chùa An Cát (tỉnh Hồ Châu) và bắt đầu giáo hóa đồ chúng. Sư tính tình chan hòa điềm đạm, đối đãi rộng lượng với mọi người, luôn đề cao nguyên tắc và nghiêm trì giới luật. Sư thường khai thị Thiền ngữ cho đồ chúng và truyền dạy pháp môn tham thoại đầu.
Vào năm Thuận Trị thứ 5, một hôm, sư gọi chúng đến nói kệ thị tịch rồi an nhiên ngồi kiết già mà tịch. Sư thọ 52 tuổi, tăng lạp 38 năm. Chúng môn đệ thương nhớ lập tháp trang nghiêm để thờ xá lợi của sư tại núi Kỳ Đường (Hồ Châu).